# Штефан чел Маре (Васлуј)
Штефан чел Маре (рум. Ştefan cel Mare) насеље је у Румунији у округу Васлуј у општини Штефан чел Маре. Oпштина се налази на надморској висини од 106 m.

## Становништво
Према подацима из 2002. године у насељу је живело 3388 становника, од којих су сви румунске националности.

### Хронологија
| Година       | 1992 | 1993 | 1994 | 1995 | 1996 | 1997 | 1998 | 1999 | 2000 | 2001 | 2002 | 2003 | 2004 | 2005 | 2006 | 2007 | 2008 | 2009 | 2010 | 2011 | 2012 | 2013 | 2014 | 2015 | 2016 | 2017 |
| ------------ | ---- | ---- | ---- | ---- | ---- | ---- | ---- | ---- | ---- | ---- | ---- | ---- | ---- | ---- | ---- | ---- | ---- | ---- | ---- | ---- | ---- | ---- | ---- | ---- | ---- | ---- |
| Становништво | 3345 | 3274 | 3217 | 3173 | 3194 | 3213 | 3212 | 3240 | 3267 | 3285 | 3310 | 3324 | 3322 | 3344 | 3392 | 3455 | 3480 | 3482 | 3462 | 3458 | 3481 | 3466 | 3508 | 3496 | 3507 | 3476 |